# Жандён
Жандён (фр. Jandun) — коммуна во Франции, находится в регионе Шампань — Арденны. Департамент — Арденны. Входит в состав кантона Синьи-л’Аббеи. Округ коммуны — Шарлевиль-Мезьер.
Код INSEE коммуны — 08236.
Коммуна расположена приблизительно в 185 км к северо-востоку от Парижа, в 80 км севернее Шалон-ан-Шампани, в 17 км к юго-западу от Шарлевиль-Мезьера.

## Население
Население коммуны на 2008 год составляло 276 человек.
| 1962 | 1968 | 1975 | 1982 | 1990 | 1999 | 2008 |
| ---- | ---- | ---- | ---- | ---- | ---- | ---- |
| 219  | 230  | 206  | 230  | 242  | 235  | 276  |

## Администрация
| Период | Период | Фамилия        | Партия | Должность |
| ------ | ------ | -------------- | ------ | --------- |
| 2001   | 2008   | Поль Лермен    |        |           |
| 2008   |        | Кристиан Дишам |        |           |

## Экономика
В 2007 году среди 172 человек в трудоспособном возрасте (15—64 лет) 142 были экономически активными, 30 — неактивными (показатель активности — 82,6 %, в 1999 году было 69,3 %). Из 142 активных работали 135 человек (72 мужчины и 63 женщины), безработных было 7 (5 мужчин и 2 женщины). Среди 30 неактивных 11 человек были учениками или студентами, 8 — пенсионерами, 11 были неактивными по другим причинам.

## Достопримечательности
- Церковь Нотр-Дам (XII—XIII века). Содержит фрески XIX века, алтарь в стиле барокко, несколько резных капителей.
- Придорожное распятие перед церковью. Исторический памятник с 1963 года.[3]

## Фотогалерея
- Въезд в Жандён
- Церковь Нотр-Дам
- Придорожное распятие
- Памятник погибшим в Первой мировой войне